# Mespilus
- Commons
- Wikispecies

Mespilus L. é um género botânico pertencente à família Rosaceae.

## Espécies
- Mespilus germanica sinônimo: Pyrus germanica (L.) Hook. f. - nespereira europeia

Esta espécie frutícola é hoje bastante rara. Os frutos só perdem a adstringência quando completamente maduros, ficando muito moles. O cálice (pentâmero) é persistente e bastante visível. Isso fez com que o fruto fosse conhecido como "nêspera de cinco orelhas", pelo menos, no sul de Portugal. 
- Mespilus canescens J. B. Phipps
- Mespilus japonica Thunb. → Eriobotrya japonica (Thunb.) Lindl. A Nêspera ou Ameixa Amarela era colocada neste gênero.
- Lista completa

## Classificação do gênero
| Sistema | Classificação                       | Referência               |
| ------- | ----------------------------------- | ------------------------ |
| Linné   | Classe Icosandria, ordem Pentagynia | Species plantarum (1753) |